# 三好達
三好 達（みよし とおる、1927年（昭和2年）10月31日 - 2023年（令和5年）3月6日）は、日本の裁判官、政治活動家。海軍兵学校75期。位階は従二位。最高裁判所長官、法曹会会長、日本会議会長、皇室の伝統を守る国民の会会長、美しい日本の憲法をつくる国民の会共同代表などを歴任した。

## 来歴
東京府生まれ。日本中学校卒業。海軍兵学校（第75期）に進む。海兵在校中に終戦。海兵ではリベラルとして知られた井上成美校長の薫陶を受けた最後の卒業生の一人となった。旧制東京高等学校卒業。昭和28年（1953年）、東京大学法学部卒業。

### 判事時代
1952年、24歳で司法試験合格。司法修習7期。1955年、裁判官任官。東京地方裁判所を振り出しに各地の裁判所等で勤務。最高裁判事に就任するまで、法廷実務と司法行政の経験が半々。
1987年、最高裁首席調査官（至1990年）。1991年、東京高等裁判所長官。翌1992年に最高裁判所判事に就任。1993年7月18日の最高裁判所裁判官国民審査において、総投票のうち「罷免を可とする裁判官」の投票数4,546,348票（割合7.99％）で信任。同時に審査された全9人の判事のうち、「罷免を可とする裁判官」の投票数が最少であった。

#### 最高裁判所長官
1995年、最高裁判所長官に就任。就任の際には「身の引き締まる思い。自らの力を顧みて重責を全うできるか内心、危惧ある」と語った。また「裁判官は法と良心により裁判をする。だが、裁判所という組織の中で仕事をしていることも常に頭に置くべきだ。」とも語った。「（三好の属する第一小法廷は）三つの小法廷の中で一番行政寄りの判決が出る」との批判に対し「私は常に中立、公正な判断をしてきた。」と意に介さなかった。司法行政では法曹人口の増加問題について法務省や日弁連と協議を重ね、司法試験の合格者を増やす、司法修習期間を2年から1年半に短縮するなどの道筋をつけ、司法改革を前進させた。1996年2月から判例の検索や証拠の検討等の容易化による審理のスピードアップをはかる目的で全国の裁判官1人にパソコン配備を進め、同年4月2日までに完了した。1997年2月26日に最高裁の裁判官会議で裁判所速記官の新規養成の停止を決定した。同年5月3日にオウム真理教事件の麻原彰晃被告の東京地裁の公判について、国選弁護団が公判ペース等を不満として審理を欠席した問題について「国選弁護団は12人もいるのだから事件を分担すべき」と下級審に係属中の事件に関連して、弁護団批判ともとられかねない発言をした。また同日に最高裁のインターネットのホームページを開設した。長官就任時に予定されていた民事訴訟法の全面改正については「七十年前にできた民事訴訟法が口語になるだけでもいいことじゃないですか。」とした。

### 退官後
1997年10月に定年退官。処理した各事件については「いずれも甲乙つけがたい重要な裁判。近縁の最高裁ではかなり充実していると思う」と語った。定年退官後は、法曹会会長。靖国神社崇敬者総代。1999年勲一等旭日大綬章受章。
2001年12月、日本会議会長に就任。
同年5月30日、日本会議の主導の下、「皇室の伝統を守る国民の会」が再設立され、会長に三好が就任した。
2014年10月1日、日本会議の主導の下、憲法改正を目指す団体「美しい日本の憲法をつくる国民の会」の設立総会が永田町の憲政記念館で開かれた。共同代表には三好、日本会議代表委員の田久保忠衛、民間憲法臨調代表の櫻井よしこの3人が就任した。
2015年6月、日本会議会長を退任。
2023年3月6日、心不全のため、東京都内の病院で死去した。95歳没。死没日付をもって従二位に叙された。

## 人物
- 佐藤一斎の言葉「心は現在なるを要す」（いま担当している仕事に全力を尽くす）をモットーとし[4]、講話等で度々引用する。
- 「豪快そうに見えて、きちょうめんな一面も」との同僚の評もある[20]。
- 妻との間に2女をもうけたが、1991年5月に妻に先立たれてからは、「自分のことは自分でする」と、自らスーパーに通い台所に立ったという[4]。

## 著述

### 判決・意見等
最高裁長官の就任時に、「立法には立法裁量、行政には行政裁量があり、その範囲内のことには司法は介入すべきではない」
と述べ、立法・行政作用に対する司法の介入は慎重であるべきとの態度を貫いた。
- 東京高裁時代の東京灯油訴訟（東京高裁昭56.7.17)では、請求を棄却したものの、闇カルテルの存在を認めた。
- 法廷メモ訴訟（レペタ訴訟、最判平元.3.8）では、首席調査官を務めた[7]。
- 厚木基地訴訟（平5.2.25）では、飛行差し止めは認めなかったが、住民被害の賠償を認めなかった高裁判決を破棄差し戻した。
- 近畿合同税理士会訴訟（最判平5.5.27)では、「税理士会が政治活動をし、又は政治団体に対して金員を拠出することは税理士の自由の侵害、税理士会の権利能力の範囲を逸脱する」との補足意見を出した。
- 栃木県情報公開条例に基づく県知事交際費開示請求事件（最判平6.1.27）では、全面開示を命じた高裁判決を、審理不十分として一部破棄差戻した。
- ロッキード事件（最判平7.2.22）では、「丸紅会長の行為は、総理の職務密接関連行為の対価として供与されたもの」とする意見を出した。
- 愛媛県靖国神社玉串料訴訟大法廷判決（最判平9.4.2）では、違憲とした多数意見に対し、「公費支出に宗教的意義はなく合憲」と反対意見を可部恒雄と共に述べた。三好の反対意見は、可部の反対意見と異なり同じ反対意見でも心情を吐露したという観が非常に強く、憲法論としてみるべきものではないと、憲法学者の芦部信喜から論評された[21]。
- 1992年参院選の一票の格差訴訟（最判平8.9.11）では、最高裁大法廷の裁判長として参院選に関して初の違憲状態の判決を出した。
- 沖縄代理署名訴訟（最判平8.8.28）では、最高裁大法廷の裁判長としてスピード審理で判決を出した。

## 著作

### 単著
- 『国民の覚醒を希う』（2017年11月、明成社） ISBN 978-4905410461

### 共著
- 三好達・NHKアナウンサー山根基世（1997年）『最高裁判所長官インタビュー 最高裁判所50周年を迎えて』 (PDF)  [注釈 1]。裁判所。画像あり。